# Giovanni Rossi (anarchiste)
Pour les articles homonymes, voir Rossi et Giovanni Rossi.
Giovanni Rossi, dit Cardias (né le 11 janvier 1856 à Pise, alors dans le Grand-duché de Toscane - mort le 9 janvier 1943) est un vétérinaire, écrivain, professeur et socialiste libertaire italien, fondateur de deux communautés libertaires dont la Colônia Cecília au Brésil en 1890.

## Biographie
Giovanni Rossi naît à Pise, le 11 janvier 1856, dans un milieu bourgeois, d’un père avocat et d’une mère fille de médecin. C’est à l’École normale supérieure d’agronomie, dont il ressort avec un diplôme de médecin et de chirurgien vétérinaire, qu’il se convertit au socialisme antiautoritaire. Il milite au parti socialiste clandestin de Montescudaio et publie en été 1878 « Une Commune socialiste, histoire de l’essai semi véridique de Cardias », l’histoire d’un essai communautaire libertaire et collectiviste dans un village imaginaire à travers lequel il critique la religion, la propriété privée et la famille.
Il essaie plusieurs fois de convaincre les dirigeants du Parti socialiste révolutionnaire, mouvement ouvrier italien le plus important de l’époque, mais ceux-ci condamnent les expériences isolées. Déçu, il fonde à Brescia en mai 1886 un journal de propagande « Lo Sperimentale » qui durera jusqu’en septembre 1887, puis, organise en novembre la coopérative agricole de la Citadella, dans la province du Crémone.
En mai 1889, il essaie d’introduire dans la coopérative un « noyau socialiste » dont chacun des membres mettrait en commun son salaire et participerait à une répartition équitable des tâches domestiques. Sa tentative échoue car les ouvriers agricoles prennent peur. Il en tire deux conclusions : d’abord qu’il ne faut pas passer par l’intermédiaire d’une coopérative mais appliquer directement un système économique collectiviste, ensuite qu’il est préférable de faire l’expérience dans un pays « neuf », loin des traditions et des habitudes gênantes pour la réalisation d’une telle communauté.
De 1890 à avril 1894, Rossi fonde et participe à la communauté de la Cecilia, d’où il publiera en 1893 « Cecilia, communauté anarchiste » et « Un épisode d’amour à la Cecilia », sortes de chronique de la vie communautaire.
Giovanni Rossi meurt le 9 janvier 1943, deux jours avant d'atteindre l'âge de 87 ans.